# جیووانی آریولی
جیووانی آریولی (انگلیسی: Giovanni Arioli؛ زادهٔ ۲۳ آوریل ۱۹۷۶) بازیکن فوتبال اهل ایتالیا است.
از باشگاه‌هایی که در آن بازی کرده‌است می‌توان به باشگاه فوتبال کارپی، باشگاه فوتبال پارما، باشگاه فوتبال ارورا پرو پاتریا ۱۹۱۹، باشگاه فوتبال آ. ث. لومتزانه، و باشگاه فوتبال پرو ورچلی اشاره کرد.